# Whatzupwitu
"Whatzupwitu" (phát âm "What's up with you") là ca khúc R&B năm của Eddie Murphy hợp tác với Michael Jackson.

## Danh sách track
CD maxi single (Netherlands)
1. "Whatzupwitu" (phiên bản album) – 3:21
2. "Whatzupwitu" (instrumental version) – 3:21
3. "I Was a King" (chỉnh sửa radio) – 4:05
4. "Whatzupwitu" (video)

12" promo (US)
- A1. "Whatzupwitu" (Klub mix full) – 7:21
- A2. "Whatzupwitu" (Klub mix edit) – 3:52
- A3. "Whatzupwitu" (Hip hop phối lại) – 4:47
- B1. "Whatzupwitu" (Eclipse mix) – 6:30
- B2. "Whatzupwitu" (LP version) – 3:21
- B3. "Whatzupwitu" (Klub mix dub) – 6:34

12" single (US)
- A. "Whatzupwitu" (Klub Full mix) – 7:12
- B1. "Whatzupwitu" (Klub mix edit) – 3:52
- B2. "Whatzupwitu" (Hip hop remix edit) – 3:47

CD promo (US)
1. "Whatzupwitu" (Klub mix edit) – 3:52
2. "Whatzupwitu" (Hip hop remix edit) – 3:47
3. "Whatzupwitu" (Klub mix full) – 7:21
4. "Whatzupwitu" (Eclipse mix) – 6:30
5. "Whatzupwitu" (Hip hop phối lại) – 4:47
6. "Whatzupwitu" (LP version) – 3:21

Đĩa đơn CD (France)
1. "Whatzupwitu" – 3:21
2. "Whatzupwitu" (instrumental) – 3:19

## Bảng xếp hạng
| Chart (1993)                         | Peak position |
| ------------------------------------ | ------------- |
| Dutch Singles Chart                  | 50            |
| French Singles Chart                 | 36            |
| U.S. Billboard Hot R&B/Hip-Hop Songs | 75            |